# Paratrichogramma heliothidis
Paratrichogramma heliothidis is een vliesvleugelig insect uit de familie Trichogrammatidae. De wetenschappelijke naam is voor het eerst geldig gepubliceerd in 1976 door Viggiani.